# Štore

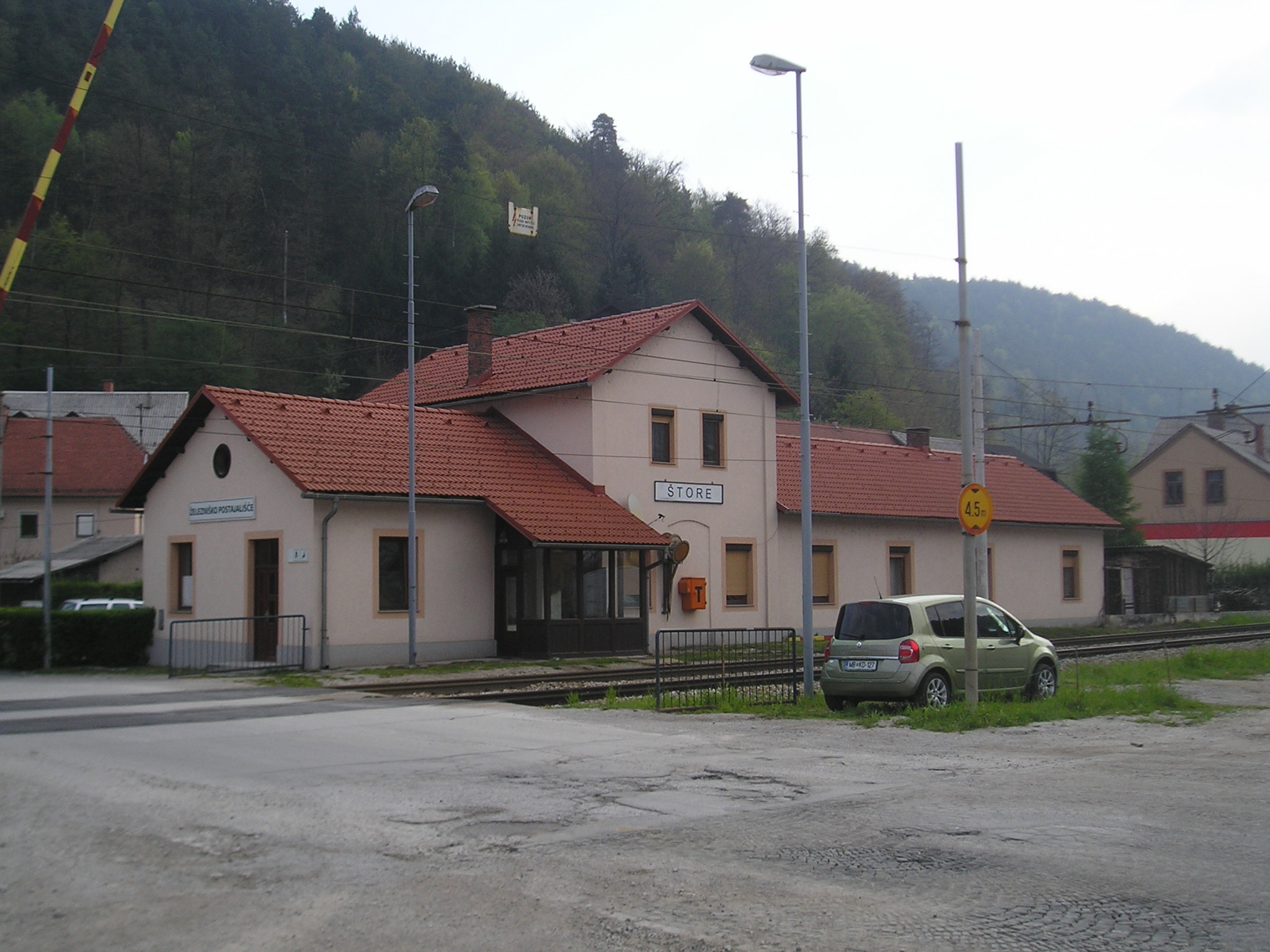
Bahnhof Štore

Die Ortschaft Štore (dt. Storach) ist Hauptort und Verwaltungssitz der Gemeinde Štore in der Region Spodnja Štajerska (Untersteiermark) in Slowenien.

## Lage
Die aus 12 Ortschaften bestehende Gemeinde liegt wenige Kilometer östlich von Celje. Die Stadt ist vor allem wegen ihres Walzwerkes Želežarna Štore bekannt, das 1851 gegründet wurde.